# 吴严彩韵
严彩韵（1902年6月12日—1993年5月27日），婚后又名吴严彩韵（Daisy Yen Wu），女，浙江省慈谿縣（今宁波市江北区庄桥街道费市村）人，生物化学家，是中国最早从事生物化学研究的女学者。

## 生平
严彩韵于1921年毕业于南京金陵女子大学。后赴美留学，先后就读于史密斯学院与哥伦比亚大学，曾从师营养学权威谢尔曼（Henry C. Sherman）与罗斯（Mary Swartz Rose），1923年获哥大化学硕士学位。回国后任教于北京协和医学院，期间与吴宪一同参与创立了中国的生物化学学科。1924年与吴宪结婚。由于学校规定夫妻不得同时在学校任职，她不得已辞去工作并前往美国继续从事食物化学研究。1925年回国后协助丈夫进行研究并参与社会活动，后来还发起创立了北京明明学校、金陵女子大学校医院。1949年前往美国与丈夫团聚，并任教于挨拉巴马医学院。
1959年，丈夫吴宪逝世后，她整理出版了吴宪的遗著《科学生活导论》。1960年起在联合国儿童基金会食品保藏部（Food Conservation Divison）任职。1964年任教于哥伦比亚大学人类营养研究所。1971年退休后，任纽约圣路加医院中心医学部营养及代表组顾问。1972年起她开始对吴宪的《营养概论》进行修订，该书于1974年在台湾出版。她还是美国营养协会名誉会员，美国大众健康协会、英国皇家卫生学会会员。1993年5月在美国逝世。

## 家族
她出生名门，祖父和父亲分别为著名实业家严信厚与严子均，生母杨氏为其父之妾，其妹虽声称其母为其父的第二任妻子，但其父嫡妻张氏直至1919年仍在世，其母杨氏并无扶正记载。她与两位妹妹严莲韵、严幼韵被并称为“严氏三姐妹”。其夫吴宪为中国生物化学领域的先驱。她与吴宪共育有两子三女，其中长子吴瑞为著名分子生物学家。